# Кріс Маллін (баскетболіст)
Крістофер Пол Маллін (англ. Christopher Paul Mullin, нар. 30 липня 1963, Бруклін, США) — американський професіональний баскетболіст, що грав на позиціях легкого форварда і атакувального захисника за декілька команд НБА, зокрема за «Голден-Стейт Ворріорс», яка навіки закріпила за ним ігровий № 17. Гравець національної збірної США. Олімпійський чемпіон 1984 року та 1992 року. Згодом — баскетбольний тренер.
2010 року введений до Баскетбольної Зали слави як учасник збірної США 1992 та 2011 року — за індивідуальні заслуги.

## Ігрова кар'єра
На університетському рівні грав за команду Сент-Джонс (1981–1985). Тричі визнавався найкращим гравцем конференції, а 1985 року вивів команду до фіналу чотирьох турніру NCAA. За студентську кар'єру набрав 2,440 очок, що стало рекордом за всю історію закладу.
1985 року був обраний у першому раунді драфту НБА під загальним 7-м номером командою «Голден-Стейт Ворріорс». Захищав кольори команди з Окленда протягом наступних 12 сезонів. На третьому році своєї спортивної кар'єри пропустив частину сезону, лікуючись від алкогольної залежності. Надалі, до 1993 року забивав більше 20 очок за матч у середньому. Разом з Мітчем Річмондом та Тімом Гардевеєм сформував тріо, яке називали Run TMC (перші літери їхніх імен), на зразок гурту Run–D.M.C.
1984 та 1992 року двічі ставав олімпійським чемпіоном у складі збірної США.
З 1997 по 2000 рік грав у складі «Індіана Пейсерз», куди був обміняний на Еріка Дамп'єра та Дуейна Феррелла. 1997 року допоміг команді під керівництвом Ларрі Берда дійти до фіналу Східної конференції, де «Індіана» програла «Чикаго». 2000 року разом з командою дійшов до фіналу НБА, де сильнішими виявились «Лос-Анджелес Лейкерс».
Останньою ж командою в кар'єрі гравця стала «Голден-Стейт Ворріорс», до складу якої він повернувся 2000 року і за яку відіграв один сезон.
Згодом, у 2012 році ігровий номер Малліна був виведений з оборону «Голден-Стейта» та став закріпленим за ним.

## Статистика виступів в НБА
| * | Лідер ліги |

### Регулярний сезон
| Сезон              | Команда                 | GP  | GS  | MPG   | FG%  | 3P%   | FT%   | RPG | APG | SPG | BPG | PPG  |
| ------------------ | ----------------------- | --- | --- | ----- | ---- | ----- | ----- | --- | --- | --- | --- | ---- |
| 1985–86            | «Голден-Стейт Ворріорс» | 55  | 30  | 25.3  | .463 | .185  | .896  | 2.1 | 1.9 | 1.3 | 0.4 | 14.0 |
| 1986–87            | «Голден-Стейт Ворріорс» | 82  | 82  | 29.0  | .514 | .302  | .825  | 2.2 | 3.2 | 1.2 | 0.4 | 15.1 |
| 1987–88            | «Голден-Стейт Ворріорс» | 60  | 55  | 33.9  | .508 | .351  | .885  | 3.4 | 4.8 | 1.9 | 0.5 | 20.2 |
| 1988–89            | «Голден-Стейт Ворріорс» | 82  | 82  | 33.7  | .509 | .230  | .892  | 5.9 | 5.1 | 2.1 | 0.5 | 26.5 |
| 1989–90            | «Голден-Стейт Ворріорс» | 78  | 78  | 36.3  | .536 | .372  | .889  | 5.9 | 4.1 | 1.6 | 0.6 | 25.1 |
| 1990–91            | «Голден-Стейт Ворріорс» | 82  | 82  | 40.4* | .536 | .301  | .884  | 5.4 | 4.0 | 2.1 | 0.8 | 25.7 |
| 1991–92            | «Голден-Стейт Ворріорс» | 81  | 81  | 41.3* | .524 | .366  | .833  | 5.6 | 3.5 | 2.1 | 0.8 | 25.6 |
| 1992–93            | «Голден-Стейт Ворріорс» | 46  | 46  | 41.3  | .510 | .451  | .810  | 5.0 | 3.6 | 1.5 | 0.9 | 25.9 |
| 1993–94            | «Голден-Стейт Ворріорс» | 62  | 39  | 37.5  | .472 | .364  | .753  | 5.6 | 5.1 | 1.7 | 0.9 | 16.8 |
| 1994–95            | «Голден-Стейт Ворріорс» | 25  | 23  | 35.6  | .489 | .452  | .879  | 4.6 | 5.0 | 1.5 | 0.8 | 19.0 |
| 1995–96            | «Голден-Стейт Ворріорс» | 55  | 19  | 29.4  | .499 | .393  | .856  | 2.9 | 3.5 | 1.4 | 0.6 | 13.3 |
| 1996–97            | «Голден-Стейт Ворріорс» | 79  | 63  | 34.6  | .553 | .411  | .864  | 4.0 | 4.1 | 1.6 | 0.4 | 14.5 |
| 1997–98            | «Індіана Пейсерз»       | 82  | 82  | 26.5  | .481 | .440  | .939* | 3.0 | 2.3 | 1.2 | 0.5 | 11.3 |
| 1998–99            | «Індіана Пейсерз»       | 50  | 50  | 23.6  | .477 | .465  | .870  | 3.2 | 1.6 | 0.9 | 0.3 | 10.1 |
| 1999–00            | «Індіана Пейсерз»       | 47  | 2   | 12.4  | .428 | .409  | .902  | 1.6 | 0.8 | 0.6 | 0.2 | 5.1  |
| 2000–01            | «Голден-Стейт Ворріорс» | 20  | 8   | 18.7  | .340 | .365  | .857  | 2.1 | 1.0 | 0.8 | 0.5 | 5.8  |
| Усього за кар'єру  | Усього за кар'єру       | 986 | 822 | 32.6  | .509 | .384  | .865  | 4.1 | 3.5 | 1.6 | 0.6 | 18.2 |
| В іграх усіх зірок | В іграх усіх зірок      | 4   | 2   | 19.5  | .500 | 1.000 | .875  | 2.0 | 2.0 | 1.0 | 0.3 | 8.3  |

### Плей-оф
| Сезон             | Команда                 | GP | GS | MPG   | FG%  | 3P%  | FT%  | RPG | APG | SPG | BPG | PPG  |
| ----------------- | ----------------------- | -- | -- | ----- | ---- | ---- | ---- | --- | --- | --- | --- | ---- |
| 1987              | «Голден-Стейт Ворріорс» | 10 | 10 | 26.2  | .500 | .750 | .750 | 1.5 | 2.3 | 0.9 | 0.2 | 11.3 |
| 1989              | «Голден-Стейт Ворріорс» | 8  | 8  | 42.6  | .540 | .125 | .866 | 5.9 | 4.5 | 1.8 | 1.4 | 29.4 |
| 1991              | «Голден-Стейт Ворріорс» | 8  | 8  | 45.8* | .527 | .692 | .860 | 7.3 | 2.9 | 1.9 | 1.5 | 23.8 |
| 1992              | «Голден-Стейт Ворріорс» | 4  | 4  | 42.0  | .429 | .333 | .929 | 3.0 | 3.0 | 1.3 | 0.5 | 17.8 |
| 1994              | «Голден-Стейт Ворріорс» | 3  | 3  | 45.0  | .588 | .500 | .909 | 4.7 | 3.7 | 0.0 | 1.7 | 25.3 |
| 1998              | «Індіана Пейсерз»       | 16 | 16 | 25.8  | .460 | .385 | .857 | 3.6 | 1.4 | 0.9 | 0.6 | 8.9  |
| 1999              | «Індіана Пейсерз»       | 13 | 13 | 21.8  | .410 | .400 | .870 | 1.5 | 1.2 | 0.8 | 0.2 | 9.5  |
| 2000              | «Індіана Пейсерз»       | 9  | 1  | 10.0  | .476 | .250 | .818 | 1.6 | 0.6 | 0.7 | 0.1 | 3.4  |
| Усього за кар'єру | Усього за кар'єру       | 71 | 63 | 29.0  | .495 | .409 | .859 | 3.3 | 2.1 | 1.0 | 0.6 | 13.8 |

## Менеджерська та коментаторська кар'єра
22 квітня 2004 року був призначений Віце-президентом з баскетбольних операцій «Голден-Стейта», де пропрацював до 2009 року.
22 жовтня 2010 року дебютував як баскетбольний аналітик на телеканалі ESPN.
2013 року став радником у «Сакраменто Кінгс».

## Тренерська робота
2015 року став головним тренером університетської команди «Сент-Джонс». 9 квітня 2019 року подав у відставку з посади через незадовільні результати - за чотири сезони при його керівництві команда здобула 59 перемог при 73 поразках.